# Sodalis glossinidius
Sodalis glossinidius — вид грам-негативних бактерій родини Pectobacteriaceae. Вторинний ендосимбіонт мух цеце.

## Опис
Грамнегативна, неспороутворююча, паличкоподібна нитчаста бактерія. Має джгутики, виражені на незрілих етапах розвитку хазяїна, хоча вони не використовуються для руху. Це один з трьох ендосимбіонтів мухи цеце (Glossina spp.). Інші два — Wigglesworthia glossinidium та Wolbachia. Цей вторинний ендосимбіонт, що має мутуалістичний зв'язок з мухою цеце. Мешкає у міжклітинному просторі і внутрішньоклітинно в середній кишці, жировому тілі та гемолімфі комахи. Ця мікроаерофільна бактерія зростає у середовищі з вмістом 5 % кисню та 95 % вуглекислого газу при температурі 25 °C. Морфологія колонії однорідна і майже біла з визначеними краями.